# Dahuofang Shuiku
Dahuofang Shuiku är en reservoar i Kina. Den ligger i provinsen Liaoning, i den nordöstra delen av landet, omkring 67 kilometer öster om provinshuvudstaden Shenyang. Dahuofang Shuiku ligger 120 meter över havet. Arean är 51 kvadratkilometer. I omgivningarna runt Dahuofang Shuiku växer i huvudsak blandskog. Den sträcker sig 13,9 kilometer i nord-sydlig riktning, och 19,4 kilometer i öst-västlig riktning.
Genomsnittlig årsnederbörd är 1 120 millimeter. Den regnigaste månaden är juli, med i genomsnitt 254 mm nederbörd, och den torraste är januari, med 9 mm nederbörd.